# 麥迪遜 (伊利諾伊州)
麥迪遜（英語：Madison）是一個位於美國伊利諾伊州麥迪遜縣和聖克萊爾縣的城市。

## 地理
麥迪遜的座標為38°41′01″N 90°09′04″W / 38.68361°N 90.15111°W，而該地的平均海拔高度為126米（即413英尺）。

## 人口
根據2010年美國人口普查的數據，麥迪遜的面積為44.44平方千米，當中陸地面積為43.61平方千米，而水域面積為0.83平方千米。當地共有人口3891人，而人口密度為每平方千米87.56人。